# 레오네 스트로치

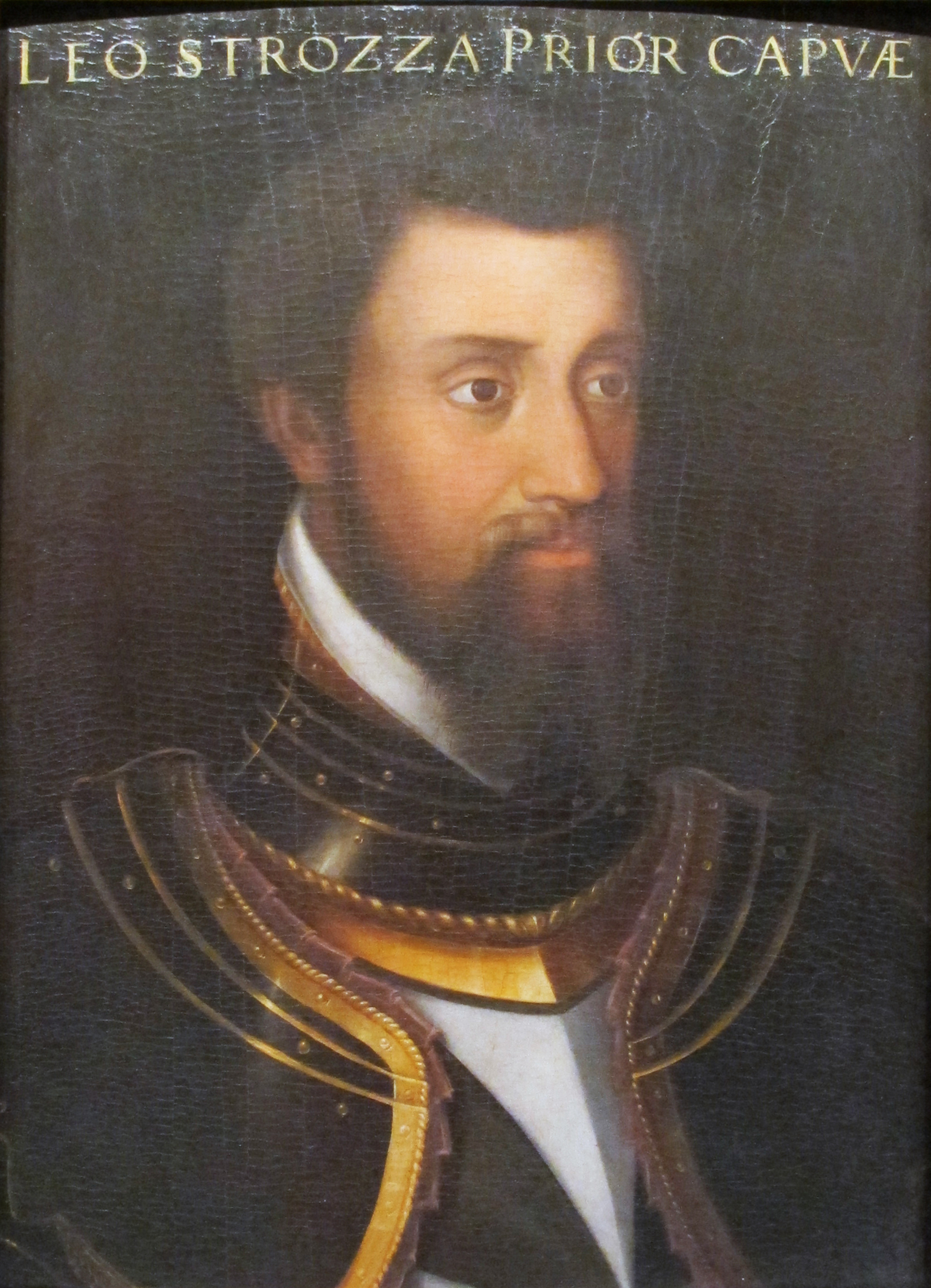
레오네 스트로치

레오네 스트로치 (Leone Strozzi, 1515년 10월 15일 – 1554년 6월 28일)는 피렌체의 유명한 스트로치 가문 출신의 이탈리아인 콘도티에로이다.

## 생애
그는 필리포 스트로치와 클라리체 데 메디치의 아들이자, 피에로, 로베르토, 로렌초 스트로치의 형제이다.
몬테무를로 전투에서 아버지의 패배 이후, 스트로치는 카트린 드 메디시스의 궁전이 있는 프랑스로 그의 형제들과 함께 도망쳤다. 그 뒤에 그는 시에나에서 코시모 1세 데 메디치와 격돌했으나, 다시 패배하고 말았다.
1530년, 스트로치는 몰타 기사단의 기사가 되었고, 카푸아의 몰타 기사단 지부 수도원장이였다. 1536년, 그는 기사단의 갤리선단 지휘관으로 임명됐고, 1552년에 다시 같은 직위에 임명됐다. 1547년 8월에 그는 데이비드 비튼을 살해한 파이프의 개신교 레어드들로부터 스코틀랜드의 세인트 앤드루스성을 점령했다. 파이프의 레어드들은 그들의 사격에 공성측이 노출되기 보다는 로프와 함께 윈치로 대포를 들어올리는걸 목격하자, 전장에 전문가가 있음을 알았다.
스트로치는 피렌체와 신성 로마 제국에 맞선 시에나 공화국의 성공적이지 못한 방어전 기간에 토스카나의 스카를리노 공성전 중에 아르퀘부스 탄환을 맞고 사망했다.

## 같이 보기
- 이탈리아 전쟁

## 참고 서적
- Landi, Fausto: Gli ultimi anni della Repubblica di Siena 1525 - 1555, Edizioni Cantagalli, Siena 1994